# Димтер Бьянки, Эдвин
Э́двин Арма́ндо Рохе́р Димте́р Бья́нки (исп. Edwin Armando Roger Dimter Bianchi; 1950, Вальдивия) — бывший офицер чилийской армии, выполнявший функции силового подавления в период, непосредственно следовавший за военным переворотом 1973. Известен ультраправыми неонацистскими взглядами. Согласно многочисленным свидетельствам — один из убийц Виктора Хары. После увольнения из армии — финансовый чиновник. В 2012 арестован по обвинению в убийствах на стадионе в Сантьяго в сентябре 1973 года. В 2018 осуждён на длительный срок заключения.

## «Бешеный Димтер»
Родился в семье выходцев из Германии. Учился в Военной академии. Получил прозвище El Loco Dimter — Бешеный Димтер за необузданный нрав, амбициозность и жестокость. В 1970 году стажировался в Школе Америк. Придерживался пронацистских политических взглядов.
29 июня 1973 года Эдвин Димтер Бьянки под командованием Роберто Супера участвовал в Мятеже «танкетасо» против правительства Сальвадора Альенде. Был активен, атаковал на танке здание министерства обороны, отбивая мятежника Серхио Року. После подавления арестован, но освобождён военным переворотом 11 сентября 1973.

## Расправы на стадионе
В сентябре 1973 возглавлял охранное подразделение на Стадионе Чили в Сантьяго (ныне — Стадион Виктора Хары). Прославился особой жестокостью обращения с заключёнными, отдавал многочисленные приказы об избиениях и ликвидациях. Стал известен под кличкой El Príncipe — Принц. Описывался очевидцами как «высокий сильный блондин с кнутом». По свидетельству коммуниста Роландо Карраско, особую жестокость проявлял к иностранцам, выкрикивал шовинистические и расистские лозунги. Другой заключённый, преподаватель Технического университета и адвокат Борис Навиа так описывал Димтера:

Принц неожиданно возникал среди заключенных и все должны были замолкать и вставать. Он чувствовал себя звездой. В одной из своих речей, принц заявил сверху, что у него нет нужды скрывать лицо от этих марксистских ублюдков и театрально снял темные очки и каску. Каска упала и покатилась по галереям, двое новобранцев бросились поднимать ее. В свете ослеплявших нас прожекторов мы смогли хорошо рассмотреть его светлые волосы и глаза, круглое лицо и тонкие черты холёного мальчика из хорошей семьи.

15 сентября 1973, после нескольких дней пыток, был убит Виктор Хара. Очевидцы утверждают, что это произошло при непосредственном участии Димтера.

Он подчеркнул, что мы этого не забудем. Ещё бы! Тебя, Принц, хорошо видели несколько тысяч чилийцев, мы помним каждую из твоих черт. Мы узнаем тебя, даже если ты снимешь военную форму, отрастишь волосы, отпустишь усы и бороду. А если ты укроешься, мы разыщем тебя. Не будет тебе покоя, пока ты не подохнешь! Помни же это.

Роландо Карраско

В конце 1976 года Димтер был уволен из рядов вооружённых сил. Поступил на гражданскую службу в финансовых учреждениях. Приобрёл специальность счетовода-аудитора.

## «Жертва диктатуры»
В 1990 году, после возвращения Чили к демократическим порядкам, Эдвин Димтер Бьянки заявил, что его увольнение из армии было политически мотивировано и потребовал финансовой компенсации от государства. Требование было удовлетворено. Димтер получал денежные выплаты как «жертва режима Пиночета».
Эдвин Димтер служил в министерстве труда Чили начальником отдела финансового контроля Управления частных пенсионных фондов. Характеризовался сослуживцами как чрезвычайно закрытая и мрачная личность.
25 мая 2007 года группа правозащитников и почитателей Виктора Хары, в том числе дочь певца Аманда, всего до 300 человек, посетила офис министерства труда, чтобы проинформировать сотрудников о прошлом Димтера. «Принц» был скрыт плакатом с портретом Хары, затем ударил одного из посетителей, после чего бежал по служебной лестнице.

## Привлечение к ответственности
В 2012 году в Чили были взяты под стражу шестеро отставных офицеров. Они обвинялись в убийстве коммуниста Литтре Кироги Карвахаля (функционер КПЧ, начальник тюремного управления при правительстве Альенде), совершённом на стадионе в Сантьяго в период с 13 по 16 сентября 1973. Среди арестованных — Эдвин Димтер Бьянки. В этой связи вновь поднят вопрос об ответственности за убийство Виктора Хары — соответствующее обвинение предъявлено восьмерым фигурантам, в том числе Эдвину Димтеру Бьянки и Роберто Суперу.
Со своей стороны, Димтер характеризовал обвинение как «клевету» и «политическую месть» левых сил. Он публично обвинил президента Чили социалистку Мишель Бачелет в незаконном получении средств на предвыборную кампанию от экономиста и писателя Себастьяна Эдвардса, проживающего в США и работающего в Калифорнийском университете.
До вынесения приговора Димтер находится на свободе под денежный залог. В апреле 2017 у его дома был проведен пикет левой организации Comisión FUNA.
3 июля 2018 суд Сантьяго вынес обвинительные приговоры в отношении восьмерых бывших офицеров чилийской армии. За убийство Виктора Хары и Литтре Кироги они получили по 15 лет и 1 дню лишения свободы, а также по 3 года за их похищение. Среди осуждённых — Эдвин Димтер Бьянки.